# Siloxaan

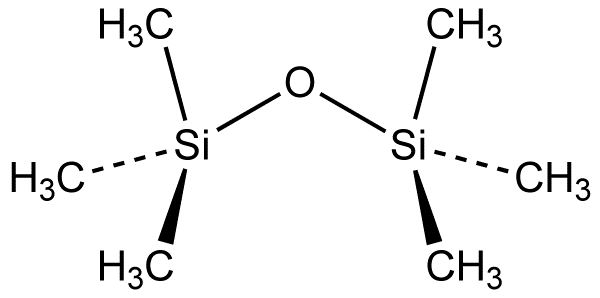
Structuurformule van hexamethyldisiloxaan.

Structuurformule van decamethylcyclopentasiloxaan.

Siloxanen zijn chemische verbindingen met een keten van afwisselend silicium- en zuurstofatomen. De siliciumatomen zijn drager van één of twee organische groepen (of drie aan de uiteinden van een molecuul).

## Eigenschappen en structuur
De eigenschappen van een siloxaan zijn afhankelijk van de lengte van de Si-O-ruggengraat, de aard van de groepen die aan de siliciumatomen hangen, en of er verbindingen (cross-links) bestaan tussen de ruggengraten.
Er bestaan ook cyclische siloxanen, bijvoorbeeld octamethylcyclotetrasiloxaan (D4) en decamethylcyclopentasiloxaan (D5). Deze worden veel gebruikt in cosmetische producten en onderhoudsproducten, onder de benaming cyclomethicon. Het zijn vloeibare, vluchtige stoffen. Lineaire siloxanen met korte zijketens worden voor dezelfde toepassingen gebruikt; voorbeelden hiervan zijn hexamethyldisiloxaan (HMDS), octamethyltrisiloxaan en decamethyltetrasiloxaan.
Lange siloxanen zijn vloeibare stoffen of elastomeren; het zijn onder meer bouwstenen voor siliconenrubbers of -oliën. Het zijn ook additieven in verven en lakken en ze worden gebruikt in afdichtingsmiddelen (kit). Polysiloxanen zijn polymere siloxanen met organische zijketens; ze worden meestal siliconen genoemd. De meest voorkomende polysiloxaan is polydimethylsiloxaan (PDMS), [Si(CH3)2O]n, ook gekend onder de naam dimethicon(e).

## Toxicologie en veiligheid
De korte siloxanen D4, D5 en HMDS zijn relatief weinig acuut toxisch (zowel oraal, dermaal als door inhalatie). Ze zijn niet irriterend voor huid of ogen en maken de huid niet overgevoelig. D5 zou een potentieel carcinogeen effect hebben. D4 vermindert de vruchtbaarheid bij ratten en wordt daarom ingedeeld als toxisch voor de voortplanting in categorie 3.

## Milieu
Siloxanen zijn in het algemeen stabiele verbindingen die zeer persistent zijn in het milieu. De cyclische en korte, lineaire siloxanen zijn bioaccumuleerbaar; vooral de korte siloxanen met fenylzijketens hebben een zeer hoge bioconcentratiefactor en zijn het meest toxisch voor waterorganismen. De bioconcentratiefactor van HMDS is geschat op 340 en die van fenyltrimethicon, een trisiloxaan met fenylzijketens, op 40.000.